# Rybníky (okres Příbram)
Rybníky (německy Ribnik) jsou obec v okrese Příbram ve Středočeském kraji, asi 4 km jižně od Dobříše. Žije zde 485 obyvatel.
Obec leží při řece Kocábě.

## Historie
První zmínky o obci jsou z roku 1603. Přibližně do roku 1930 patřily Rybníky pod obec Drhovy, poté byly samostatnou obcí až na období 1988–1991, kdy byly součástí města Dobříš. Pod obec patří po celou dobu existence i osady Budín a Libice.

## Obecní správa

### Části obce
- Budín (k. ú. Rybníky)
- Libice (k. ú. Libice)
- Rybníky (k. ú. Rybníky)

Součástí obce je také základní sídelní jednotka Rybníky-Dolík. K obci patří také samoty U Kalouníka a Vojířovský Mlýn.
Sousedními obcemi sídla jsou Stará Huť, Svaté Pole, Nový Knín, Daleké Dušníky a Drhovy.

### Územněsprávní začlenění
Dějiny územněsprávního začleňování zahrnují období od roku 1850 do současnosti. V chronologickém přehledu je uvedena územně administrativní příslušnost obce v roce, kdy ke změně došlo:
- 1850 země česká, kraj Praha, politický okres Příbram, soudní okres Dobříš[5]
- 1855 země česká, kraj Praha, soudní okres Dobříš
- 1868 země česká, politický okres Příbram, soudní okres Dobříš
- 1939 země česká, Oberlandrat Tábor, politický okres Příbram, soudní okres Dobříš[6]
- 1942 země česká, Oberlandrat Praha, politický okres Příbram, soudní okres Dobříš[7]
- 1945 země česká, správní okres Příbram, soudní okres Dobříš[8]
- 1949 Pražský kraj, okres Dobříš[9]
- 1960 Středočeský kraj, okres Příbram
- 2003 Středočeský kraj, okres Příbram, obec s rozšířenou působností Dobříš

### Starostové
- Vladimír Jarolímek (2010–2014)
- Miroslav Mokoš (2014–2015)
- Karel Sklenář (2015–2018)
- Kateřina Charvátová (2018–dosud)

## Památky
- Poblíž obce na katastru Staré Huti se nachází evangelický hřbitov
- Bývalý evangelický kostel, vybudovaný kolem poloviny 19. století místním sborem (který později přesídlil na Dobříš), byl na přelomu let 2006–2007 prodán do soukromého vlastnictví
- Kaple sv. Jana Nepomuckého a kříž před kaplí
- Kaple panny Marie v Budínku, na katastru Rybníků – kulturní památka
- Památník padlým

## Doprava

### Dopravní síť
Obcí vede silnice II/119 Dobříš – Sedlčany. Do obce dále vedou silnice III. třídy. Železniční trať ani stanice či zastávka na území obce nejsou.

### Autobusová doprava 2024
Autobusovou dopravu v obci Rybníky zajišťuje společnost Arriva Střední Čechy. Obec je součástí Pražské integrované dopravy (PID). V obci se nachází zastávka Rybníky. Obec obsluhují autobusové linky 450 a 514. Linka 450 spojuje Dobříš se Sedlčany a Milevskem. V současnosti (2024) je tato linka provozována pouze v úseku Sedlčany – Milevsko kvůli uzavírce komunikace v Davli a u Borotic. Autobusová linka 514 propojuje Dobříš a obce Rybníky, Drhovy, Borotice, Drevníky a Županovice.

## Průmysl
Na území obce se nachází celkem rozsáhlá průmyslová zóna. Nejdůležitější firmy v obci: Aluhut a.s., Anbremetall a.s. Oba závody slouží k recyklaci hliníkových surovin a odpadů. V závodě Anbremetall a.s. se odpady a suroviny hliníku vykupují, upravují a třídí. V závodu Aluhut a.s. se hliník taví v ekologicky moderním provozu na předslitiny pro automobilky a jiné firmy.

## Galerie

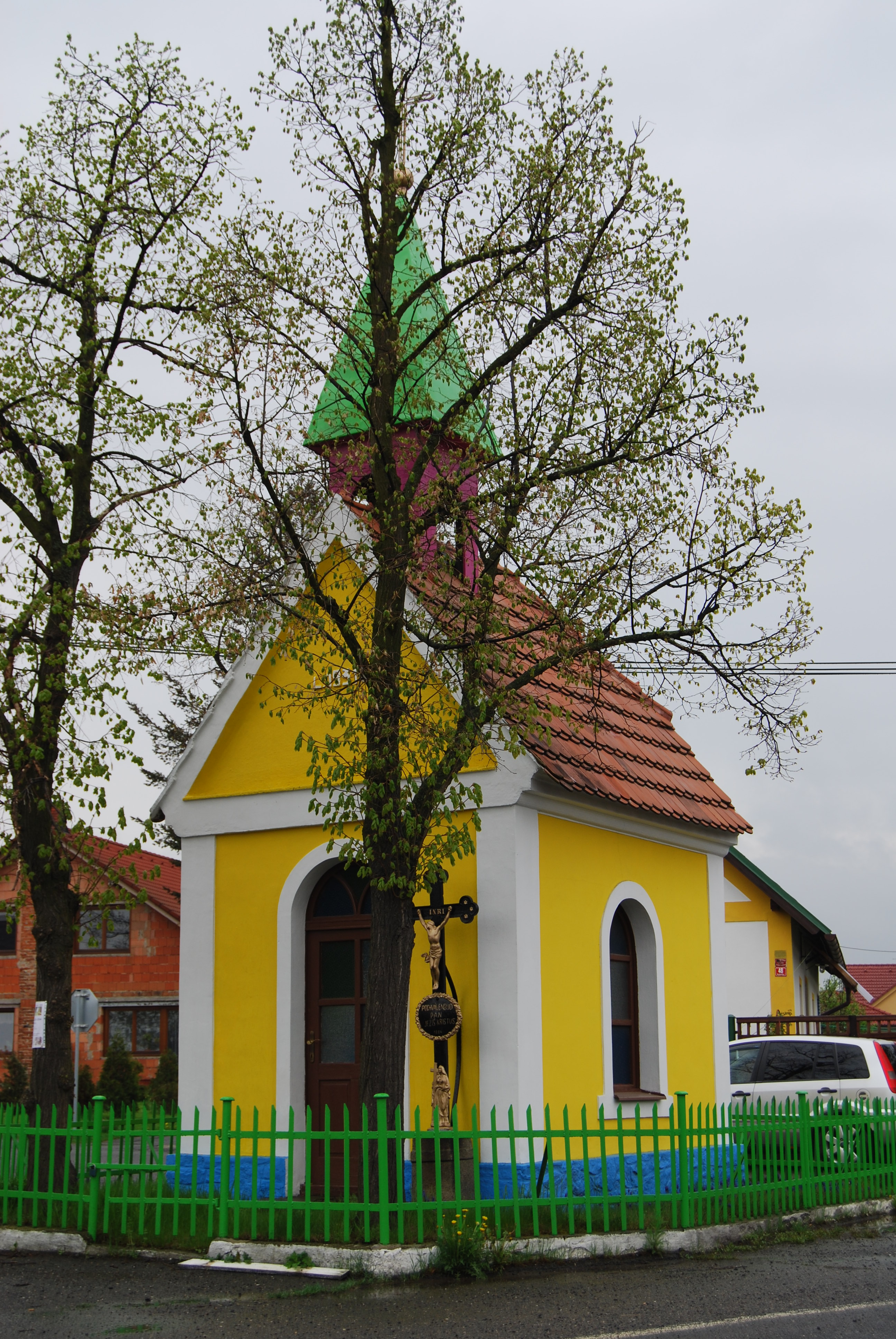
Návesní kaple
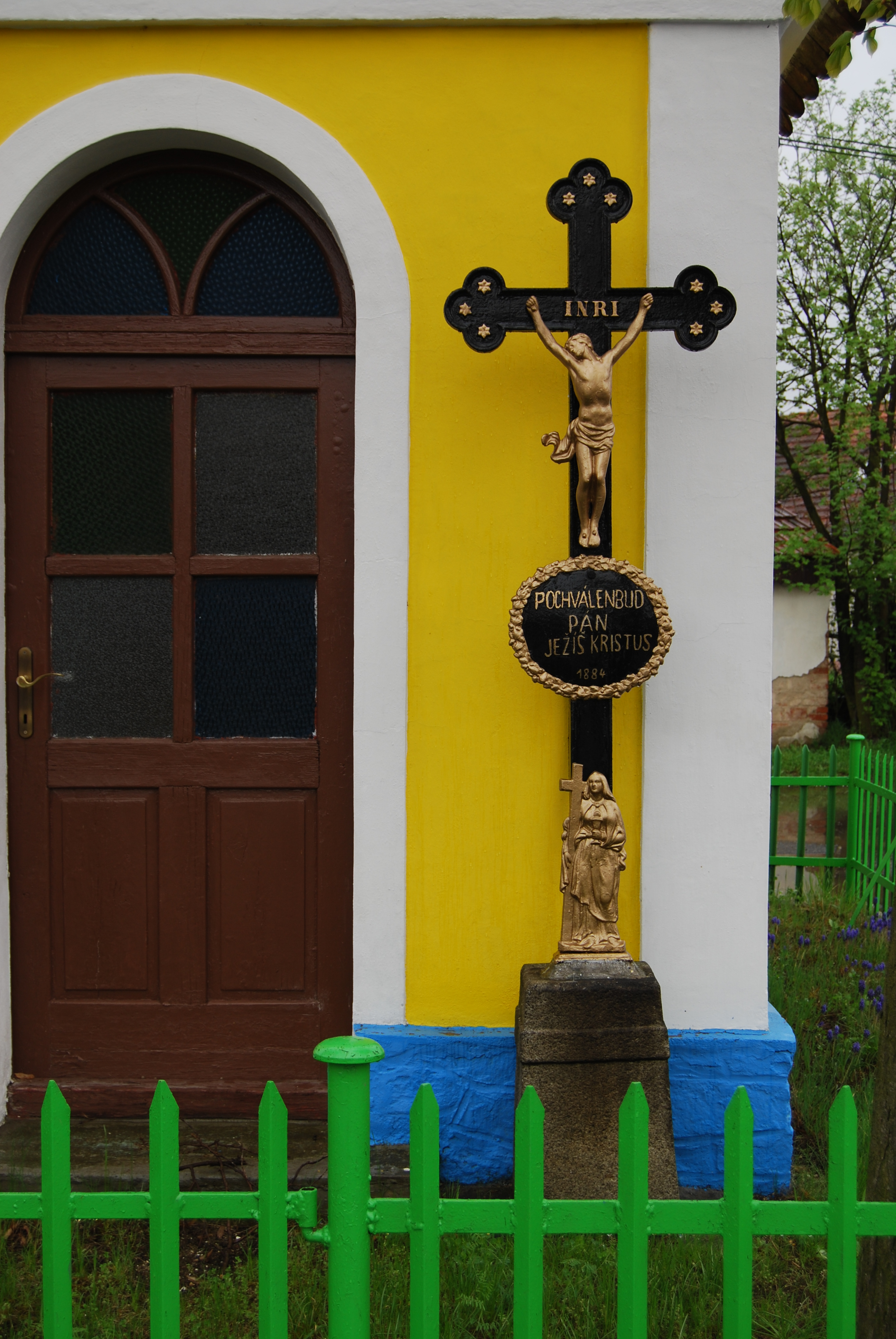
Detail kříže u kaple
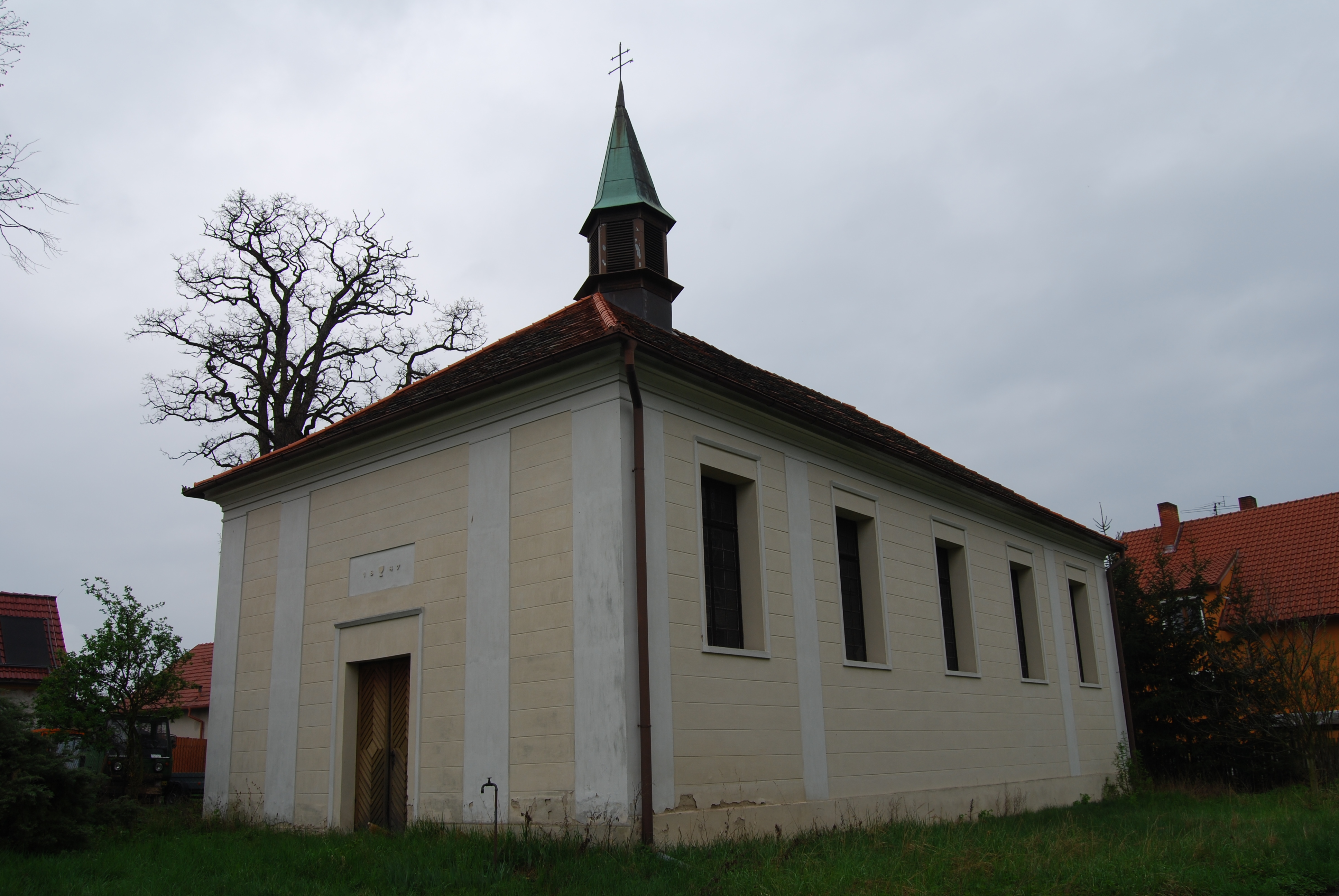
Kostel v obci
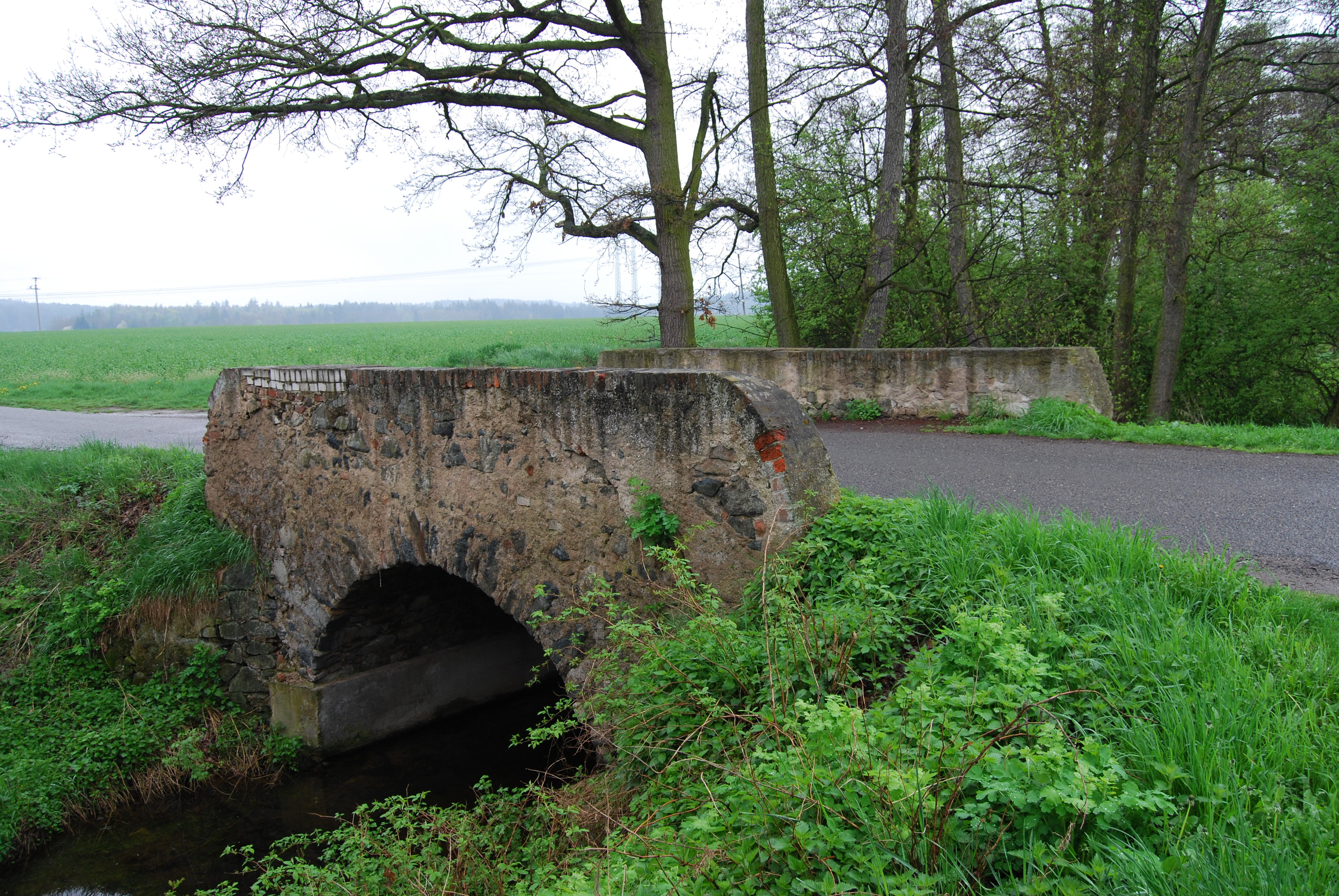
Most přes Sychrovský potok